# Crabbea thymifolia
Crabbea thymifolia är en akantusväxtart som först beskrevs av Emilio Chiovenda, och fick sitt nu gällande namn av Mats Thulin. Crabbea thymifolia ingår i släktet Crabbea och familjen akantusväxter. Inga underarter finns listade i Catalogue of Life.